# US Open 2019
Gli US Open 2019 sono stati un torneo di tennis giocato all'USTA Billie Jean King National Tennis Center di New York su campi di cemento DecoTurf all'aperto. Si tratta della 139ª edizione degli US Open, quarta e ultima prova del Grande Slam nell'ambito dell'ATP Tour 2019 e del WTA Tour 2019.
I campioni uscenti dei singolari maschile e femminile erano Novak Đoković e Naomi Ōsaka, ma sono stati eliminati dal torneo al quarto turno, rispettivamente dagli svizzeri Stan Wawrinka e Belinda Bencic.

## Torneo

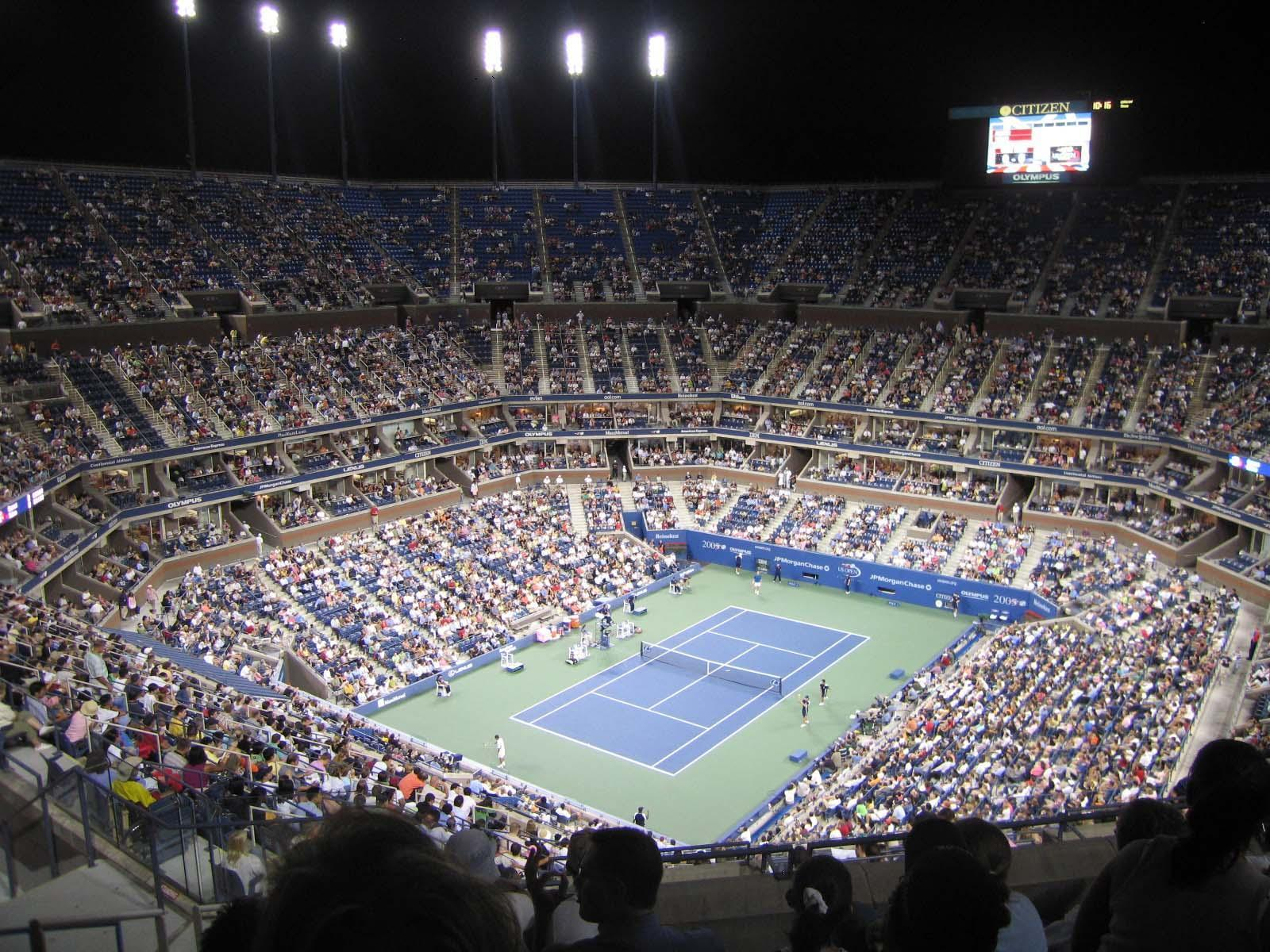
L'Arthur Ashe Stadium dove si sono giocate le finali degli US Open

L'evento è stato organizzato dalla International Tennis Federation (ITF), e faceva parte dell'ATP Tour 2019 e del WTA Tour 2019 sotto la categoria Grande Slam. Il torneo comprendeva il singolare (maschile, femminile), il doppio (maschile, femminile) e il doppio misto. Si sono disputati anche i tornei di singolare e doppio per ragazze e ragazzi (giocatori under 18), e i tornei di singolare e doppio in carrozzina.
Il torneo si è giocato su quindici campi in cemento DecoTurf, inclusi i tre campi principali: Arthur Ashe Stadium, Louis Armstrong Stadium e Grandstand.

## Teste di serie nel singolare
| Legenda colori              |
| Vincitore                   |
| Finalista                   |
| Semifinalista               |
| Quarti di finale            |
| Eliminati al 1T, 2T, 3T, 4T |

### Singolare maschile
Le teste di serie maschili sono state assegnate seguendo la classifica ATP al 19 agosto 2019.
Nella tabella sottostante ranking e punteggio precedente al 26 agosto 2019.
| Testa di serie | Rank | Giocatore             | Punteggio precedente | Punti da difendere | Punti conquistati | Nuovo punteggio | Situazione                                    |
| -------------- | ---- | --------------------- | -------------------- | ------------------ | ----------------- | --------------- | --------------------------------------------- |
| 1              | 1    | Novak Đoković         | 11,685               | 2,000              | 180               | 9,865           | Ritirato al 4T contro Stan Wawrinka [23]      |
| 2              | 2    | Rafael Nadal          | 7,945                | 720                | 2,000             | 9,225           | Vittoria in finale contro Daniil Medvedev [5] |
| 3              | 3    | Roger Federer         | 6,950                | 180                | 360               | 7,130           | Eliminato ai QF da Grigor Dimitrov            |
| 4              | 4    | Dominic Thiem         | 4,925                | 360                | 10                | 4,575           | Eliminato al 1T da Thomas Fabbiano            |
| 5              | 5    | Daniil Medvedev       | 4,125                | 90                 | 1,200             | 5,235           | Sconfitta in finale contro Rafael Nadal [2]   |
| 6              | 6    | Alexander Zverev      | 4,005                | 90                 | 180               | 4,095           | Eliminato al 4T da Diego Schwartzman [20]     |
| 7              | 7    | Kei Nishikori         | 4,005                | 720                | 90                | 3,375           | Eliminato al 3T da Alex de Minaur             |
| 8              | 8    | Stefanos Tsitsipas    | 3,455                | 45                 | 10                | 3,420           | Eliminato al 1T da Andrej Rublëv              |
| 9              | 9    | Karen Chačanov        | 2,890                | 90                 | 10                | 2,810           | Eliminato al 1T da Vasek Pospisil [PR]        |
| 10             | 10   | Roberto Bautista Agut | 2,575                | 10                 | 10                | 2,575           | Eliminato al 1T da Michail Kukuškin           |
| 11             | 11   | Fabio Fognini         | 2,510                | 45                 | 10                | 2,475           | Eliminato al 1T da Reilly Opelka              |
| 12             | 12   | Borna Ćorić           | 2,160                | 180                | 45                | 2,025           | Ritirato al 2T contro Grigor Dimitrov         |
| 13             | 13   | Gaël Monfils          | 2,140                | 45                 | 360               | 2,635           | Eliminato ai QF da Matteo Berrettini [24]     |
| 14             | 14   | John Isner            | 2,075                | 360                | 90                | 1,805           | Eliminato al 3T da Marin Čilić [22]           |
| 15             | 15   | David Goffin          | 2,055                | 180                | 180               | 2,055           | Eliminato al 4T da Roger Federer [3]          |
| 16             | 17   | Kevin Anderson        | 2,050                | 180                | 0                 | 1,870           | Ritirato per infortunio al ginocchio          |
| 17             | 18   | Nikoloz Basilašvili   | 1,985                | 180                | 90                | 1,895           | Eliminato al 3T da Dominik Köpfer [Q]         |
| 18             | 19   | Félix Auger-Aliassime | 1,750                | 35                 | 10                | 1,725           | Eliminato al 1T da Denis Shapovalov           |
| 19             | 20   | Guido Pella           | 1,735                | 90                 | 10                | 1,655           | Eliminato al 1T da Pablo Carreño Busta        |
| 20             | 21   | Diego Schwartzman     | 1,725                | 90                 | 360               | 1,995           | Eliminato ai QF da Rafael Nadal [2]           |
| 21             | 22   | Milos Raonic          | 1,630                | 180                | 0                 | 1,450           | Ritirato per infortunio                       |
| 22             | 23   | Marin Čilić           | 1,590                | 360                | 180               | 1,410           | Eliminato al 4T da Rafael Nadal [2]           |
| 23             | 24   | Stan Wawrinka         | 1,535                | 90                 | 360               | 1,805           | Eliminato ai QF da Daniil Medvedev [5]        |
| 24             | 25   | Matteo Berrettini     | 1,535                | 10                 | 720               | 2,245           | Eliminato in SF da Rafael Nadal [2]           |
| 25             | 27   | Lucas Pouille         | 1,475                | 90                 | 45                | 1,430           | Eliminato al 2T da Daniel Evans               |
| 26             | 28   | Taylor Fritz          | 1,465                | 90                 | 10                | 1,385           | Eliminato al 1T da Feliciano López            |
| 27             | 29   | Dušan Lajović         | 1,441                | 90                 | 45                | 1,396           | Eliminato al 2T da Denis Kudla                |
| 28             | 30   | Nick Kyrgios          | 1,430                | 90                 | 90                | 1,430           | Eliminato al 3T da Andrej Rublëv              |
| 29             | 26   | Benoît Paire          | 1,508                | 45                 | 45                | 1,508           | Eliminato al 2T da Aljaž Bedene               |
| 30             | 31   | Kyle Edmund           | 1,325                | 10                 | 10                | 1,325           | Eliminato al 1T da Pablo Andújar              |
| 31             | 32   | Cristian Garín        | 1,321                | (48+25)†           | 45+6              | 1,299           | Eliminato al 2T da Alex de Minaur             |
| 32             | 34   | Fernando Verdasco     | 1,310                | 90                 | 45                | 1,265           | Eliminato al 2T da Chung Hyeon [Q]            |
| N/A            | 78   | Grigor Dimitrov       | 722                  | 10                 | 720               | 1,432           | Eliminato in SF da Daniil Medvedev [5]        |

† Il giocatore non si è qualificato nell'edizione 2018, ma difende punti di uno o più tornei dell'ATP Challenger Tour 2018.

#### Teste di serie ritirate
| Rank | Giocatore             | Punteggio precedente | Punti da difendere | Nuovo punteggio | Motivo ritiro                  |
| ---- | --------------------- | -------------------- | ------------------ | --------------- | ------------------------------ |
| 16   | Juan Martín del Potro | 2,050                | 1,200              | 850             | Infortunio al ginocchio destro |

### Singolare femminile
Le teste di serie femminile sono state assegnate seguendo la classifica WTA al 19 agosto 2019.
Nella tabella sottostante ranking e punteggio precedente al 26 agosto 2019.
| Testa di serie | Rank | Giocatore            | Punteggio precedente | Punti da difendere | Punti conquistati | Nuovo punteggio | Situazione                                    |
| -------------- | ---- | -------------------- | -------------------- | ------------------ | ----------------- | --------------- | --------------------------------------------- |
| 1              | 1    | Naomi Ōsaka          | 6,606                | 2,000              | 240               | 4,846           | Eliminata al 4T da Belinda Bencic [13]        |
| 2              | 2    | Ashleigh Barty       | 6,501                | 240                | 240               | 6,501           | Eliminata al 4T da Wang Qiang [18]            |
| 3              | 3    | Karolína Plíšková    | 6,315                | 430                | 240               | 6,125           | Eliminata al 4T da Johanna Konta [16]         |
| 4              | 4    | Simona Halep         | 4,743                | 10                 | 70                | 4,803           | Eliminata al 2T da Taylor Townsend [Q]        |
| 5              | 5    | Elina Svitolina      | 4,492                | 240                | 780               | 5,032           | Eliminata in SF da Serena Williams [8]        |
| 6              | 6    | Petra Kvitová        | 4,386                | 130                | 70                | 4,326           | Eliminata al 2T da Andrea Petković            |
| 7              | 7    | Kiki Bertens         | 4,325                | 130                | 130               | 4,325           | Eliminata al 3T da Julia Görges [26]          |
| 8              | 8    | Serena Williams      | 3,935                | 1,300              | 1,300             | 3,935           | Sconfitta in finale da Bianca Andreescu [15]  |
| 9              | 9    | Aryna Sabalenka      | 2,955                | 240                | 70                | 2,785           | Eliminata al 2T da Julija Putinceva           |
| 10             | 10   | Madison Keys         | 3,267                | 780                | 240               | 2,727           | Eliminata al 4T da Elina Svitolina [5]        |
| 11             | 11   | Sloane Stephens      | 3,189                | 430                | 10                | 2,769           | Eliminata al 1T da Anna Kalinskaja [Q]        |
| 12             | 12   | Anastasija Sevastova | 3,167                | 780                | 130               | 2,517           | Eliminata al 3T da Petra Martić [22]          |
| 13             | 13   | Belinda Bencic       | 2,968                | 10                 | 780               | 3,738           | Eliminata in SF da Bianca Andreescu [15]      |
| 14             | 14   | Angelique Kerber     | 2,870                | 130                | 10                | 2,750           | Eliminata al 1T da Kristina Mladenovic        |
| 15             | 15   | Bianca Andreescu     | 2,837                | 2                  | 2,000             | 4,835           | Vittoria in finale contro Serena Williams [8] |
| 16             | 16   | Johanna Konta        | 2,695                | 10                 | 430               | 3,115           | Eliminata ai QF da Elina Svitolina [5]        |
| 17             | 17   | Markéta Vondroušová  | 2,650                | 240                | 0                 | 2,410           | Ritirata per infortunio                       |
| 18             | 18   | Wang Qiang           | 2,646                | 130                | 430               | 2,946           | Eliminata ai QF da Serena Williams [8]        |
| 19             | 19   | Caroline Wozniacki   | 2,537                | 70                 | 130               | 2,597           | Eliminata al 3T da Bianca Andreescu [15]      |
| 20             | 20   | Sofia Kenin          | 2,460                | 130                | 130               | 2,460           | Eliminati al 3T da Madison Keys [10]          |
| 21             | 21   | Anett Kontaveit      | 2,380                | 10                 | 130               | 2,500           | Ritirata al 3T contro Belinda Bencic [13]     |
| 22             | 22   | Petra Martić         | 2,067                | 10+160             | 240+1             | 2,138           | Eliminata al 4T da Serena Williams [8]        |
| 23             | 23   | Donna Vekić          | 2,000                | 10                 | 430               | 2,420           | Eliminata ai QF da Belinda Bencic [13]        |
| 24             | 25   | Garbiñe Muguruza     | 1,920                | 70                 | 10                | 1,860           | Eliminata al 1T da Alison Riske               |
| 25             | 26   | Elise Mertens        | 1,920                | 240                | 430               | 2,110           | Eliminata ai QF da Bianca Andreescu [15]      |
| 26             | 30   | Julia Görges         | 1,785                | 70                 | 240               | 1,955           | Eliminata al 4T da Donna Vekić [23]           |
| 27             | 27   | Caroline Garcia      | 1,831                | 130                | 10                | 1,711           | Eliminata al 1T da Ons Jabeur                 |
| 28             | 33   | Carla Suárez Navarro | 1,562                | 430                | 10                | 1,142           | Ritirata al 1T contro Tímea Babos [Q]         |
| 29             | 28   | Hsieh Su-wei         | 1,830                | 70                 | 70                | 1,830           | Eliminata al 2T da Karolína Muchová           |
| 30             | 29   | Maria Sakkarī        | 1,800                | 70                 | 70                | 1,860           | Eliminata al 3T da Ashleigh Barty [2]         |
| 31             | 31   | Barbora Strýcová     | 1,750                | 130                | 10                | 1,630           | Eliminata al 1T da Aliona Bolsova             |
| 32             | 32   | Dajana Jastrems'ka   | 1,679                | 10+29              | 130+25            | 1,795           | Eliminata al 3T da Elina Svitolina [5]        |
| 33             | 34   | Zhang Shuai          | 1,535                | 10                 | 130               | 1,655           | Eliminata al 3T da Johanna Konta [16]         |

#### Teste di serie ritirate
| Rank | Giocatore        | Punteggio precedente | Punti da difendere | Nuovo punteggio | Motivo ritiro   |
| ---- | ---------------- | -------------------- | ------------------ | --------------- | --------------- |
| 24   | Amanda Anisimova | 1,934                | 10                 | 1,924           | Morte del padre |

## Teste di serie nel doppio
| Legenda colori          |
| Vincitori               |
| Finalisti               |
| Semifinalisti           |
| Quarti di finale        |
| Eliminati al 1T, 2T, 3T |

### Doppio maschile
| Coppia                | Coppia           | Rank1 | Tds |
| --------------------- | ---------------- | ----- | --- |
| Juan Sebastián Cabal  | Robert Farah     | 2     | 1   |
| Łukasz Kubot          | Marcelo Melo     | 9     | 2   |
| Raven Klaasen         | Michael Venus    | 17    | 3   |
| Pierre-Hugues Herbert | Nicolas Mahut    | 25    | 4   |
| Jean-Julien Rojer     | Horia Tecău      | 25    | 5   |
| Mate Pavić            | Bruno Soares     | 30    | 6   |
| Bob Bryan             | Mike Bryan       | 32    | 7   |
| Marcel Granollers     | Horacio Zeballos | 34    | 8   |
| Nikola Mektić         | Franko Škugor    | 42    | 9   |
| Rajeev Ram            | Joe Salisbury    | 43    | 10  |
| Ivan Dodig            | Filip Polášek    | 45    | 11  |
| Kevin Krawietz        | Andreas Mies     | 47    | 12  |
| Robin Haase           | Wesley Koolhof   | 51    | 13  |
| Henri Kontinen        | John Peers       | 54    | 14  |
| Jamie Murray          | Neal Skupski     | 57    | 15  |
| Oliver Marach         | Jürgen Melzer    | 58    | 16  |

- 1 Ranking al 19 agosto 2019.

### Doppio femminile
| Coppia               | Coppia                      | Rank1 | Tds |
| -------------------- | --------------------------- | ----- | --- |
| Tímea Babos          | Kristina Mladenovic         | 5     | 1   |
| Hsieh Su-wei         | Barbora Strýcová            | 6     | 2   |
| Gabriela Dabrowski   | Xu Yifan                    | 22    | 3   |
| Elise Mertens        | Aryna Sabalenka             | 22    | 4   |
| Anna-Lena Grönefeld  | Demi Schuurs                | 22    | 5   |
| Samantha Stosur      | Zhang Shuai                 | 23    | 6   |
| Chan Hao-ching       | Latisha Chan                | 33    | 7   |
| Viktoryja Azaranka   | Ashleigh Barty              | 35    | 8   |
| Nicole Melichar      | Květa Peschke               | 36    | 9   |
| Lucie Hradecká       | Andreja Klepač              | 44    | 10  |
| Kirsten Flipkens     | Johanna Larsson             | 51    | 11  |
| Duan Yingying        | Zheng Saisai                | 53    | 12  |
| Darija Jurak         | María José Martínez Sánchez | 72    | 13  |
| Ljudmyla Kičenok     | Jeļena Ostapenko            | 74    | 14  |
| Veronika Kudermetova | Galina Voskoboeva           | 74    | 15  |
| Raquel Kops-Jones    | Asia Muhammad               | 74    | 16  |

- 1 Ranking al 19 agosto 2019.

### Doppio misto
| Coppia              | Coppia         | Rank1 | Tds |
| ------------------- | -------------- | ----- | --- |
| Chan Hao-ching      | Michael Venus  | 25    | 1   |
| Gabriela Dabrowski  | Mate Pavić     | 27    | 2   |
| Samantha Stosur     | Rajeev Ram     | 31    | 3   |
| Latisha Chan        | Ivan Dodig     | 32    | 4   |
| Nicole Melichar     | Bruno Soares   | 32    | 5   |
| Demi Schuurs        | Henri Kontinen | 34    | 6   |
| Anna-Lena Grönefeld | Oliver Marach  | 34    | 7   |
| Květa Peschke       | Wesley Koolhof | 35    | 8   |

- 1 Ranking al 19 agosto 2019.

## Wildcard
Ai seguenti giocatori è stata assegnata una wildcard per accedere al tabellone principale.

### Singolare maschile
- Ernesto Escobedo
- Christopher Eubanks
- Bjorn Fratangelo
- Marcos Giron
- Antoine Hoang
- Thanasi Kokkinakis
- Jack Sock
- Zachary Svajda

### Singolare femminile
- Kristie Ahn
- Francesca Di Lorenzo
- Cori Gauff
- Caty McNally
- Whitney Osuigwe
- Diane Parry
- Samantha Stosur
- Katie Volynets

### Doppio maschile
- Maxime Cressy /  Keegan Smith
- Martin Damm Jr. /  Toby Kodat
- Robert Galloway /  Nathaniel Lammons
- Evan King /  Hunter Reese
- Thai-Son Kwiatkowski /  Noah Rubin
- Mitchell Krueger /  Tim Smyczek
- Nicholas Monroe /  Tennys Sandgren

### Doppio femminile
- Kristie Ahn /  Christina McHale
- Usue Maitane Arconada /  Hayley Carter
- Hailey Baptiste /  Emma Navarro
- Francesca Di Lorenzo /  Ann Li
- Abigail Forbes /  Alexa Noel
- Cori Gauff /  Caty McNally
- Whitney Osuigwe /  Taylor Townsend

### Doppio misto
- Hailey Baptiste /  Jenson Brooksby
- Jennifer Brady /  Denis Kudla
- Hayley Carter /  Jackson Withrow
- Kaitlyn Christian /  James Cerretani
- Danielle Collins /  Nicholas Monroe
- Bethanie Mattek-Sands /  Jamie Murray
- Christina McHale /  Ryan Harrison
- Coco Vandeweghe /  Maxime Cressy

## Ranking protetto
I seguenti giocatori sono entrati in tabellone con il ranking protetto:

### Singolare maschile
- Tomáš Berdych
- Steve Darcis
- Jozef Kovalík
- Vasek Pospisil
- Cedrik-Marcel Stebe
- Janko Tipsarević

### Singolare femminile
- Svetlana Kuznecova
- Coco Vandeweghe

## Qualificazioni

### Singolare maschile
1. Grégoire Barrère
2. Elliot Benchetrit
3. Jenson Brooksby
4. Chung Hyeon
5. Evgenij Donskoj
6. Guillermo García López
7. Jahor Herasimaŭ
8. Santiago Giraldo
9. Tobias Kamke
10. Dominik Köpfer
11. Kwon Soon-woo
12. Il'ja Ivaška
13. Sumit Nagal
14. Jannik Sinner
15. Marco Trungelliti
16. Jiří Veselý

#### Lucky loser
1. Paolo Lorenzi
2. Kamil Majchrzak

### Singolare femminile
1. Denisa Allertová
2. Tímea Babos
3. Ana Bogdan
4. Mariam Bolkvadze
5. Jana Čepelová
6. Harriet Dart
7. Caroline Dolehide
8. Magdalena Fręch
9. Richèl Hogenkamp
10. Anna Kalinskaja
11. Johanna Larsson
12. Tereza Martincová
13. Peng Shuai
14. Elena Rybakina
15. Taylor Townsend
16. Wang Xinyu

#### Lucky Loser
1. Paula Badosa
2. Kirsten Flipkens
3. Nicole Gibbs
4. Priscilla Hon
5. Varvara Lepchenko
6. Wang Xiyu

## Ritiri
Prima del torneo
Singolare maschile
- Kevin Anderson → sostituito da  Paolo Lorenzi
- Juan Martín del Potro → sostituito da  Denis Kudla
- Mackenzie McDonald → sostituito da  Albert Ramos Viñolas
- Milos Raonic → sostituito da  Kamil Majchrzak

Singolare femminile
- Amanda Anisimova → sostituita da  Varvara Lepchenko
- Mona Barthel → sostituita da  Kirsten Flipkens
- Catherine Bellis → sostituita da  Zhu Lin
- Dominika Cibulková → sostituita da  Svetlana Kuznecova
- Beatriz Haddad Maia → sostituita da  Marie Bouzková
- Anna Karolína Schmiedlová → sostituita da  Paula Badosa Gibert
- Lesja Curenko → sostituita da  Wang Xiyu
- Markéta Vondroušová → sostituita da  Priscilla Hon
- Vera Zvonarëva → sostituita da  Nicole Gibbs

Durante il torneo
Singolare maschile
- Borna Ćorić
- Novak Đoković
- Ivo Karlović
- Thanasi Kokkinakis
- Kwon Soon-woo
- Gilles Simon
- Marco Trungelliti

Singolare femminile
- Anett Kontaveit
- Carla Suárez Navarro

## Tennisti partecipanti ai singolari
- Singolare maschile

| Campione                   | Campione                 | Finalista                | Finalista                  |
| -------------------------- | ------------------------ | ------------------------ | -------------------------- |
| Rafael Nadal [2]           | Rafael Nadal [2]         | Daniil Medvedev [5]      | Daniil Medvedev [5]        |
| Semifinalisti              |                          |                          |                            |
| Grigor Dimitrov            | Grigor Dimitrov          | Matteo Berrettini [24]   | Matteo Berrettini [24]     |
| Eliminati ai quarti        |                          |                          |                            |
| Stan Wawrinka [23]         | Roger Federer [3]        | Gaël Monfils [13]        | Diego Schwartzman [20]     |
| Eliminati al 4º turno      |                          |                          |                            |
| Novak Đoković [1]          | Dominik Köpfer (Q)       | David Goffin [15]        | Alex de Minaur             |
| Andrej Rublëv              | Pablo Andújar            | Alexander Zverev [6]     | Marin Čilić [22]           |
| Eliminati al 3º turno      |                          |                          |                            |
| Denis Kudla                | Paolo Lorenzi (LL)       | Nikoloz Basilašvili [17] | Feliciano López            |
| Daniel Evans               | Pablo Carreño Busta      | Kamil Majchrzak (LL)     | Kei Nishikori [7]          |
| Nick Kyrgios [28]          | Alexei Popyrin           | Denis Shapovalov         | Aleksandr Bublik           |
| Aljaž Bedene               | Tennys Sandgren          | John Isner [14]          | Chung Hyeon (Q)            |
| Eliminati al 2º turno      |                          |                          |                            |
| Juan Ignacio Londero       | Dušan Lajović [27]       | Jérémy Chardy            | Miomir Kecmanović          |
| Reilly Opelka              | Jenson Brooksby (Q)      | Yoshihito Nishioka       | Hugo Dellien               |
| Damir Džumhur              | Lucas Pouille [25]       | Ričardas Berankis        | Grégoire Barrère (Q)       |
| Borna Ćorić [12]           | Pablo Cuevas             | Cristian Garín [31]      | Bradley Klahn              |
| Gilles Simon               | Antoine Hoang (WC)       | Jordan Thompson          | Michail Kukuškin           |
| Marius Copil               | Henri Laaksonen          | Lorenzo Sonego           | Thomas Fabbiano            |
| Frances Tiafoe             | Benoît Paire [29]        | Jahor Herasimaŭ (Q)      | Vasek Pospisil (PR)        |
| Jan-Lennard Struff         | Cedrik-Marcel Stebe (PR) | Fernando Verdasco [32]   | Thanasi Kokkinakis (WC)    |
| Eliminati al 1º turno      |                          |                          |                            |
| Roberto Carballés Baena    | Sam Querrey              | Janko Tipsarević (PR)    | Steve Darcis (PR)          |
| Jannik Sinner (Q)          | Hubert Hurkacz           | Laslo Đere               | Zachary Svajda (WC)        |
| Fabio Fognini [11]         | Jaume Munar              | Tomáš Berdych (PR)       | Márton Fucsovics           |
| Taylor Fritz [26]          | Marcos Giron (WC)        | Kwon Soon-woo (Q)        | Prajnesh Gunneswaran       |
| Sumit Nagal (Q)            | Elliot Benchetrit (Q)    | Adrian Mannarino         | Philipp Kolschreiber       |
| Guido Pella [19]           | Jiří Veselý (Q)          | Cameron Norrie           | Corentin Moutet            |
| Evgenij Donskoj (Q)        | Andreas Seppi            | Jack Sock (WC)           | Nicolás Jarry              |
| Christopher Eubanks (WC)   | Pierre-Hugues Herbert    | Thiago Monteiro          | Marco Trungelliti (Q)      |
| Stefanos Tsitsipas [8]     | Bjorn Fratangelo (WC)    | Leonardo Mayer           | Steve Johnson              |
| Richard Gasquet            | João Sousa               | Federico Delbonis        | Roberto Bautista Agut [10] |
| Albert Ramos Viñolas       | Ugo Humbert              | Marco Cecchinato         | Félix Auger-Aliassime [18] |
| Kyle Edmund [30]           | Marcel Granollers        | Santiago Giraldo (Q)     | Dominic Thiem [4]          |
| Radu Albot                 | Ivo Karlović             | Jozef Kovalík            | Brayden Schnur             |
| Robin Haase                | Lloyd Harris             | Jo-Wilfried Tsonga       | Karen Chačanov [9]         |
| Guillermo García López (Q) | Casper Ruud              | Filip Krajinović         | Martin Kližan              |
| Tobias Kamke (Q)           | Ernesto Escobedo (WC)    | Il'ja Ivaška (Q)         | John Millman               |

- Singolare femminile

| Campionessa             | Campionessa               | Finalista                 | Finalista                 |
| ----------------------- | ------------------------- | ------------------------- | ------------------------- |
| Bianca Andreescu [15]   | Bianca Andreescu [15]     | Serena Williams [8]       | Serena Williams [8]       |
| Semifinaliste           |                           |                           |                           |
| Belinda Bencic [13]     | Belinda Bencic [13]       | Elina Svitolina [5]       | Elina Svitolina [5]       |
| Eliminate ai quarti     |                           |                           |                           |
| Donna Vekić [23]        | Elise Mertens [25]        | Johanna Konta [16]        | Qiang Wang [18]           |
| Eliminate al 4º turno   |                           |                           |                           |
| Naomi Ōsaka [1]         | Julia Görges [26]         | Taylor Townsend (Q)       | Kristie Ahn (WC)          |
| Madison Keys [10]       | Karolína Plíšková [3]     | Petra Martić [22]         | Ashleigh Barty [2]        |
| Eliminate al 3º turno   |                           |                           |                           |
| Cori Gauff (WC)         | Anett Kontaveit [21]      | Julija Putinceva          | Kiki Bertens [7]          |
| Sorana Cîrstea          | Caroline Wozniacki [19]   | Jeļena Ostapenko          | Andrea Petković           |
| Dajana Jastrems'ka [32] | Sofia Kenin [20]          | Shuai Zhang [33]          | Ons Jabeur                |
| Karolína Muchová        | Anastasija Sevastova [12] | Fiona Ferro               | Maria Sakkarī [30]        |
| Eliminate al 2º turno   |                           |                           |                           |
| Magda Linette           | Tímea Babos (Q)           | Ajla Tomljanović          | Alizé Cornet              |
| Aryna Sabalenka [9]     | Kaia Kanepi               | Francesca Di Lorenzo (WC) | Anastasija Pavljučenkova  |
| Simona Halep [4]        | Aliona Bolsova            | Danielle Collins          | Kirsten Flipkens (LL)     |
| Anna Kalinskaja (Q)     | Alison Riske              | Kristýna Plíšková         | Petra Kvitová [6]         |
| Venus Williams          | Rebecca Peterson          | Laura Siegemund           | Zhu Lin                   |
| Margarita Gasparjan     | Ekaterina Aleksandrova    | Aljaksandra Sasnovič      | Mariam Bolkvadze (Q)      |
| Caty McNally (WC)       | Hsieh Su-wei [29]         | Ana Bogdan (Q)            | Iga Świątek               |
| Kristina Mladenovic     | Alison Van Uytvanck       | Peng Shuai (Q)            | Lauren Davis              |
| Eliminate al 1º turno   |                           |                           |                           |
| Anna Blinkova           | Astra Sharma              | Anastasija Potapova       | Carla Suárez Navarro [28] |
| Sara Sorribes Tormo     | Marie Bouzková            | Jessica Pegula            | Mandy Minella             |
| Viktoryja Azaranka      | Madison Brengle           | Tatjana Maria             | Richèl Hogenkamp (Q)      |
| Natal'ja Vichljanceva   | Veronika Kudermetova      | Pauline Parmentier        | Paula Badosa Gibert (LL)  |
| Nicole Gibbs (LL)       | Kateryna Kozlova          | Kateřina Siniaková        | Barbora Strýcová [31]     |
| Wang Yafan              | Polona Hercog             | Wang Xiyu (LL)            | Katie Volynets (WC)       |
| Sloane Stephens [11]    | Svetlana Kuznecova (PR)   | Aleksandra Krunić         | Garbiñe Muguruza [24]     |
| Jil Teichmann           | Diane Parry (WC)          | Mihaela Buzărnescu        | Denisa Allertová (Q)      |
| Whitney Osuigwe (WC)    | Zheng Saisai              | Mónica Puig               | Monica Niculescu          |
| Coco Vandeweghe (PR)    | Magdalena Fręch (Q)       | Wang Xinyu (Q)            | Misaki Doi                |
| Dar'ja Kasatkina        | Priscilla Hon (LL)        | Samantha Stosur (WC)      | Viktorija Golubic         |
| Caroline Garcia [27]    | Jennifer Brady            | Bernarda Pera             | Tereza Martincová (Q)     |
| Marija Šarapova         | Timea Bacsinszky          | Elena Rybakina (Q)        | Jana Čepelová (Q)         |
| Tamara Zidanšek         | Harriet Dart (Q)          | Ivana Jorović             | Eugenie Bouchard          |
| Angelique Kerber [14]   | Dar'ja Gavrilova          | Viktória Kužmová          | Caroline Dolehide (Q)     |
| Camila Giorgi           | Varvara Lepchenko (LL)    | Johanna Larsson (Q)       | Zarina Dijas              |

## Campioni

### Senior

#### Singolare maschile
Rafael Nadal ha sconfitto in finale  Daniil Medvedev con il punteggio di 7–5, 6–3, 5–7, 4–6, 6–4.
- È il quarto US Open in carriera per Nadal.

#### Singolare femminile
Bianca Andreescu ha sconfitto in finale  Serena Williams con il punteggio di 6–3, 7–5.
- È il quarto titolo in carriera per Andreescu, il quarto della stagione.

#### Doppio maschile
Juan Sebastián Cabal e  Robert Farah hanno sconfitto in finale  Marcel Granollers e  Horacio Zeballos con il punteggio di 6–4, 7–5.

#### Doppio femminile
Elise Mertens e  Aryna Sabalenka hanno sconfitto in finale  Viktoryja Azaranka e  Ashleigh Barty con il punteggio di 7–5, 7–5.

#### Doppio misto
Bethanie Mattek-Sands e  Jamie Murray hanno sconfitto in finale  Chan Hao-ching e  Michael Venus con il punteggio di 6–2, 6–3.

### Junior

#### Singolare ragazzi
Jonáš Forejtek ha sconfitto in finale  Emilio Nava con il punteggio di 6(4)–7, 6–0, 6–2.

#### Singolare ragazze
María Camila Osorio Serrano ha sconfitto in finale  Alexandra Yepifanova con il punteggio di 6–1, 6–0.

#### Doppio ragazzi
Eliot Spizzirri e  Tyler Zink hanno sconfitto in finale  Andrew Paulson e  Alexander Zgirovsky con il punteggio di 7–6(4), 6–4.

#### Doppio ragazze
Kamilla Bartone e  Oksana Selechmet'eva hanno sconfitto in finale  Aubane Droguet e  Séléna Janicijevic con il punteggio di 7–5, 7–6(6).

### Tennisti in carrozzina

#### Singolare maschile in carrozzina
Alfie Hewett ha sconfitto in finale  Stéphane Houdet con il punteggio di 7–6(9), 7–6(5).

#### Singolare femminile in carrozzina
Diede de Groot ha sconfitto in finale  Yui Kamiji con il punteggio di 4–6, 6–1, 6–4.

#### Quad singolare
Andrew Lapthorne ha sconfitto in finale  Dylan Alcott con il punteggio di 6–1, 6–0.

#### Doppio maschile in carrozzina
Alfie Hewett e  Gordon Reid hanno sconfitto in finale  Gustavo Fernández e  Shingo Kunieda con il punteggio di 1–6, 6–4, [11–9].

#### Doppio femminile in carrozzina
Diede de Groot e  Aniek van Koot hanno sconfitto in finale  Sabine Ellerbrock e  Kgothatso Montjane con il punteggio di 6–2, 6–0.

#### Quad doppio
Dylan Alcott e  Andrew Lapthorne hanno sconfitto in finale  Bryan Barten e  David Wagner con il punteggio di 6(5)–7, 6–1, [10–6].

## Punti
| Evento              | V    | F    | SF  | QF  | 4T  | 3T  | 2T | 1T | Q  | Q3 | Q2 | Q1 |
| Singolare maschile  | 2000 | 1200 | 720 | 360 | 180 | 90  | 45 | 10 | 25 | 16 | 8  | 0  |
| Doppio maschile     | 2000 | 1200 | 720 | 360 | 180 | 90  | 0  | —  | —  | —  | —  | —  |
| Singolare femminile | 2000 | 1300 | 780 | 430 | 240 | 130 | 70 | 10 | 40 | 30 | 20 | 2  |
| Doppio femminile    | 2000 | 1300 | 780 | 430 | 240 | 130 | 10 | —  | —  | —  | —  | —  |

## Montepremi
Il montepremi complessivo per il 2019 è di 57 238 700$.
| Evento       | V          | F          | SF       | QF       | 4T       | 3T       | 2T       | 1T      | Q3      | Q2      | Q1      |
| Singolare    | $3,850,000 | $1,900,000 | $960,000 | $500,000 | $280,000 | $163,000 | $100,000 | $58,000 | $32,000 | $18,000 | $11,000 |
| Doppio       | $740,000   | $370,000   | $175,000 | $91,000  | N.D.     | $50,000  | $30,000  | $17,000 | N.D.    | N.D.    | N.D.    |
| Doppio misto | $160,000   | $76,000    | $38,000  | $19,975  | N.D.     | N.D.     | $11,400  | $5,900  | N.D.    | N.D.    | N.D.    |